# Media Pro
Media Pro este o companie privată din România care deține o întreagă rețea de companii, reviste, televiziuni, ziare, cinematografe și chiar studiouri de cinema.
A fost înființată în anul 1990.
Are reprezentată și în afara României, în Republica Moldova.
Revistele pe care le deține: Acasă magazin, Business magazin, CSID, Descoperă, Go4it, Promotor.ro, Protv Magazin, PubliMedia, Target, Time Out, București, The One; iar televiziuni: Pro TV, Acasă TV, Pro TV Internațional, Pro Arena, Pro Cinema, Acasă Gold; plus alte agenții de publicitate, cinema, studiouri, case de discuri etc. 
Compania Central European Media Enterprises (CME), este o companie americană care deține un procent de 95% din televiziunile din grupul Media PRO.

## Divizii
Din grupul Media Pro fac parte următoarele divizii:
- MediaPro Management, din care fac parte:[2]
  - Publimedia - divizia de publishing, care deține publicațiile Ziarul Financiar, Business Magazin, Gândul și altele
  - CoPrint - tipografii
  - Mediafax - agenție de știri
  - Apropo Media (fostă Media Pro Interactive) - regie online
  - Indoor Media (publicitate indoor)
  - MediaSat - furnizor de servicii de comunicații destinate segmentului business[3]

- MediaPro Entertainment, deținută de Central European Media Enterprises, ce include MediaPro Pictures, MediaPro Studios, MediaPro Distribution, Pro Video, Media Pro Music&Entertainment, Cinema Pro, Hollywood Multiplex, pachetul majoritar din Domino (companie de producție de spoturi) și MediaPro Pictures s.r.o. - operațiunile de film din Cehia.[2]

## Istoric
În septembrie 1990, Adrian Sârbu creează brandul MediaPRO.
În anul 1991, pe o piață monopolizată de Rompres, agenție de presă controlată de stat, MediaPRO lansează Mediafax, prima agenție de presă independentă din România.
În anul 1993, MediaPRO lansează Pro FM, primul post de radio comercial din România.
La data de 1 decembrie 1995 are loc lansarea postului de televiziune Pro TV.
În anul 1996, se lansează ProTV Magazin, primul pilon important al companiei de publishing Publimedia.
Pe 15 martie 1998 Media Pro a cumpărat Studioul Buftea de la Fondul Proprietății de Stat, pentru suma de 107,8 miliarde lei vechi.